# Sant'Antonio (Zwitserland)
Sant'Antonio is een plaats en voormalige gemeente in het Zwitserse kanton Ticino en maakt deel uit van het district Bellinzona.
Sant'Antonio telt 198 inwoners.